# Iowa (zespół muzyczny)
Iowa – białorusko-rosyjski zespół muzyczny założony w 2009 w Mohylewie, a od 2010 działający w Petersburgu.
Nazwa zespołu inspirowana jest tytułem albumu zespołu Slipknot.

## Historia zespołu
W 2012 muzycy zespołu uczestniczyli w festiwalu Nowa Fala w Jurmale, na którym otrzymali nagrodę od słuchaczy Love Radio. Byli nominowani do nagród muzycznych Muz–TV za przełom i piosenkę roku („Marszrutka”) W 2014 wydali debiutancki album studyjny pt. Export. W 2015 zdobyli nominację do Europejskiej Nagrody Muzycznej MTV dla najlepszego rosyjskiego wykonawcy. W 2016 wydali album pt. Import. W latach 2016–2018 byli nominowani do nagród Muz-TV dla najlepszego zespołu popowego.

## Dyskografia
Albumy studyjne
- Export (2014)
- Import (2016)
- #людимаяки (2020)